# Stanhopea madouxiana
Stanhopea madouxiana är en orkidéart som beskrevs av Célestin Alfred Cogniaux. Stanhopea madouxiana ingår i släktet Stanhopea och familjen orkidéer.
Artens utbredningsområde är Colombia. Inga underarter finns listade i Catalogue of Life.